# 莽古濟
莽古濟（1590年—1635年），后金格格，努尔哈赤之女，生母为清太祖繼妃袞代。

## 生平
明萬曆十七年（1589年）出生。萬曆二十七年三月，太祖率軍擊敗哈達部，哈達部部長孟格布祿和吳爾古岱或乌爾古岱父子被俘。太祖原本想要將莽古濟嫁給孟格布祿，並且讓他繼續擔任哈達部部長，惟他不久便因與噶蓋共謀刺殺努爾哈赤而被殺死。萬曆二十九年（1601年）正月，莽古濟改嫁哈達部吳爾古代，因而被稱為哈達格格（哈达公主）、鳳闊喜格格。
婚后，莽古濟生下一子二女，大女儿嫁给了哥哥代善的长子岳讬，小女儿则嫁给弟弟皇太极的长子豪格。天命七年（1622年）二月初三日，丈夫吳爾古代帶領莽古濟所生的兒子額森德禮參與廣寧之戰，由杏山啟行至十五里外時，額森德里阿哥不幸墜馬身亡。天命九年左右，額駙吳爾古代逝世。
天聰元年（1627年）十二月二十二日，莽古濟由弟弟皇太极指婚，再嫁蒙古敖漢部博爾濟吉特氏索諾木杜稜。並且賜以開原之地，編給滿洲佐領為其屬人。額駙瑣諾木杜稜於該年六月因不滿林丹汗的統治而率眾依附清廷，得到皇太极的重視，同時瑣諾木杜稜原有妻室，並且生有長子瑪濟克及次子布達。日后，皇太极指姐姐莽古濟憎惡著瑣諾木杜稜的原配及她的哥哥託古，多次要求額駙及弟弟貝勒德格類等殺死託古:118－121。
天聪六年（1632年），弟弟皇太極以出征俘获礼，赏赐诸位姐妹。她和姐姐栋鄂格格最为优待。
天聰九年（1635年）九月二十五日，女婿豪格奏请娶林丹汗遗孀伯奇福晋为妻，兄弟阿巴泰奏请娶另一位遗孀鄂勒斋图福晋为妻。汗王皇太极与诸贝勒商议后，准许。莽古济格格听到后，怒曰：“何故将我女弃之，而为和硕豪格贝勒另行娶妻？”奔家而去。哥哥、大贝勒代善追之。代善与莽古济“本无至交，唯因怨恨于汗（皇太极），遂延彼至府中。”这一系列事件引发皇太极的盛恕。皇太极称，“哈达部莽古济格格，自父汗在世时便有恶虐谗佞之行。尔大贝勒原本与之无交，唯以怨吾而邀至家中宴之。先时何尝有此款待之恩耶？又，济农（索諾木杜稜）数次至吾处佯作醉称：‘汗何由信赖汝诸兄弟？彼等将杀汝矣。汝当谨慎之。汝在，则我北方蒙古部得以安生也；汝不在，则我蒙古各部将不知作何状矣。’汗厉辞曰：‘吾若信其言，谓诸兄弟将加害于吾，遂起杀机，则乱政之端即由此开始。此非误国之言乎？’尔德格类、岳托、豪格三贝勒，偏听哈达格格及济农离间之言，欲杀托古，果有是理耶？托古何敢唆言济农杀哈达格格。昔济农曾娶托古之妹，哈达格格因此仇欲杀托古耳！古云避强凌弱乃小人也。”:118－121。同月，莽古济被以“骄暴”削除格格稱號，貶為庶人，並被禁止與親屬往來。
天聰九年（1635年）十二月初五日，莽古濟被她的家奴冷僧機告發其夫瑣諾木杜稜與德格類貝勒等因结怨於而欲奪汗位，修書並焚於佛前盟誓。皇太极大怒，瑣諾木免死，惟莽古濟被带到努爾哈赤遺孀以及諸公主面前共審後伏誅，享年四十七歲。
屯布祿、愛巴禮並其親支兄弟子侄則被磔刑處死，莽古爾泰的兒子額必倫及莽古濟同母異父兄昂阿喇知情不報而被處死。貝勒豪格殺死他的嫡妻、莽古濟之次女。貝勒岳托請求殺死他的繼妻、莽古濟之長女阿木沙禮，惟被阻止。